# Досо Доси
Джовани ди Николо Лутери (около 1489–1542 г.) e ферарски живописец от 16 век, учил във Ферара при Лоренцо Коста. Художникът е наследил от ферарската школа малко тежък стил, претрупан с декоративни елементи. По време на пребиваването си във Венеция, подобно на много други художници, попада под силното влияние на Джорджоне и Тициан, от които възприема не само колорита, но и интереса към пейзажа.
По характера си изкуството на Доси е близко до поетичното творчество на ферарския поет Ариосто, който дълго време е бил приятел на художника. Предполага се, че Доси е използвал понякога поетичните образи на Ариосто за сюжет на своите картини. Доси става и придворен художник на ферарския херцог Алфонс I. Много от работите на Доси носят белега на забавното.
Една от картините, заемащи централно място в неговото творчество е „Магьосницата Цирцея“. На нея е изобразена млада жена, облечена в разкошни дрехи. Синьото, червеното и златистото се отделят като ярко живописно петно на фона на тъмнозелената растителност. Погледът на Цирцея е втренчен в пространството. В далечината разговарят, седнали да отдъхнат, трима пътника. А още по-нататък се виждат кулите на призрачен град. Оглеждащите се във водата къщи и мостове вероятно имат връзка със спомените на художника от Венеция.